# بوليصة الشحن الجوي
بوليصة الشحن الجوي (بالإنجليزية: Air waybill أو اختصارًا AWB) هي وثيقة تشكل تأكيد الناقل بالاستلام واستعداده لنقل البضائع.
وهو إيصال صادر عن شركة طيران دولية للسلع ودليلا على عقد النقل، ولكنها ليست وثيقة ملكية للبضاعة. وبالتالي، فإن الشحن الجوي هو غير قابل للتفاوض.

## مصدر
1. ↑  مصطلحات الاستيراد والتصدير نسخة محفوظة 30 أكتوبر 2017 على موقع واي باك مشين. [وصلة مكسورة]
2. ↑  غرفة تجارة بغداد نسخة محفوظة 04 مارس 2016 على موقع واي باك مشين. [وصلة مكسورة]

- دليل عالمي لشركات الشحن والخطوط الملاحية وشركات الطيران